# جادي ليانغ
جادي ليانغ (بالصينية: 梁琤) هي ممثلة صينية، ولدت في 23 نوفمبر 1969 بهونغ كونغ في الصين.

## وصلات خارجية
- جادي ليانغ على موقع IMDb (الإنجليزية)
- جادي ليانغ على موقع ألو سيني (الفرنسية)
- جادي ليانغ على موقع أول موفي (الإنجليزية)
- جادي ليانغ على موقع قاعدة بيانات الفيلم (الإنجليزية)
- جادي ليانغ على موقع كينوبويسك (الروسية)